# Хитлеров поздрав
Хитлеровият поздрав (на немски: Hitlergruß), познат в Германия по време на Втората световна война и като Deutscher Gruß (Германско приветствие) е вариант на римския поздрав, използван от националсоциалистическата партия в знак на лоялност и почит към Адолф Хитлер.
Заимстван е от поддръжниците на фашизма (Италия) под управлението на Бенито Мусолини, впоследствие се разпространява сред почти всички европейски и световни крайно десни движения. В България поздравът е бил използван от организациите Бранник, Ратничество за напредък на българщината, Съюз на българските национални легиони и други.

## Описание
При нацисткия поздрав дясната ръка е протегната напред под ъгъл от 45 градуса и почти винаги действието е придружено с думите Heil Hitler!, изречени с твърд и обикновено силен глас. Ако се стои пред по-висша личност трябва едновременно с това да се тропне леко с пети.

## Трети райх
От 1933 до 1945 Хитлеровият поздрав е най-разпространеният в Германия. Heil Hitler! („Да живее Хитлер!“) се използва и срещу офицери от по-високи рангове (във Вафен-СС например). По това време е задължителен за всички цивилни граждани на Германия. Хитлер лично предпочитал да се обръщат към него с „Heil, mein Führer!“ („Да живее моят лидер“) или просто „Heil“.
След атентата срещу Хитлер на 20 юли 1944 г. поздравът става задължителен и за Вермахта, с цел настойчиво да се увеличи лоялността и уважението към Хитлер.